# Rubieżewicze Nowe
Rubieżewicze Nowe (biał. Новыя Рубяжэвічы, Nowyja Rubiażewiczy; ros. Новые Рубежевичи, Nowyje Rubieżewiczi) – wieś na Białorusi, w obwodzie mińskim, w rejonie stołpeckim, w sielsowiecie Rubieżewicze, nad Sułą.
Współcześnie w skład miejscowości wchodzi także dawny folwark (majątek ziemski) Rubieżewicze.

## Historia
W dwudziestoleciu międzywojennym leżały w Polsce, w województwie nowogródzkim, w powiecie stołpeckim, w gminie Rubieżewicze. W 1921 Rubieżewicze Nowe liczyły 114 mieszkańców, zamieszkałych w 17 budynkach, w tym 113 Polaków i 1 osobę innej narodowości. 113 mieszkańców było wyznania prawosławnego i 1 rzymskokatolickiego. Folwark Rubieżewicze liczył zaś 24 mieszkańców, zamieszkałych w 3 budynkach, w tym 19 Polaków i 5 Żydów. 19 mieszkańców było wyznania rzymskokatolickiego i 5 mojżeszowego.
Po II wojnie światowej w granicach Związku Sowieckiego. Od 1991 w niepodległej Białorusi.